# Rose Wilder Lane
Rose Wilder Lane (De Smet (South-Dakota), 5 december 1886 – Mansfield (Missouri), 30 oktober 1968) was een Amerikaanse schrijfster. Ze was de dochter van Laura Ingalls Wilder en Almanzo Wilder.  

## Biografie
Rose Wilder Lane werd geboren als eerste kind van Laura Ingalls en Almanzo Wilder. Een jonger broertje overleed enkele dagen na zijn geboorte. Zij werd een bekende journaliste, politieke activiste, wereldreizigster en romanschrijfster. Haar carrière als schrijfster begon rond 1910 en duurde tot en met de Vietnamese Oorlog, waar zij oorlogscorrespondente was. Zij trouwde met verkoper -en af en toe krantenman- Claire Gillette Lane in 1909. Samen kregen ze een zoon die kort na zijn geboorte rond 1910 overleed. Zij scheidden in 1918. Lane is daarna nooit meer hertrouwd, hoewel ze informeel diverse jongere mensen 'adopteerde' en les gaf gedurende haar leven.
Ondanks dat haar werk overschaduwd wordt door de bekendheid van haar moeders boeken, heeft ze zelf ook veel gedaan. Zo is er onduidelijkheid over haar invloed op haar moeders beroemde Het kleine huis op de prairie-boekenserie. Lane stierf in 1968 op de leeftijd van 81 jaar in haar slaap, op het moment dat ze van plan was op een driejarige wereldtour te gaan.

## Uitspraak van Rose Wilder Lane
The longest lives are short; our work lasts longer.
- Bibsys: 3020202
- Bibliothèque nationale de France: cb129517842 (data)
- CiNii: DA04758026
- Gemeinsame Normdatei: 119020904
- International Standard Name Identifier: 0000 0001 1021 8888
- Library of Congress Control Number: n50038738
- National Archives and Records Administration: 10581647
- Bibliotheek van het Japanse parlement: 00470083
- Nationale Bibliotheek van Tsjechië: vse2010558409
- Nationale bibliotheek van Australië: 35798693
- Nationale Bibliotheek van Israël: 987007272829305171
- Nederlandse Thesaurus van Auteursnamen: 071762779
- SNAC: w6x0884b
- Système universitaire de documentation: 032463235
- Trove: 1092389
- Virtual International Authority File: 17353819
- WorldCat: E39PBJt43VRYqcbgbR7KPQFh73